# Fabronidium
Fabronidium là một chi rêu trong họ Leskeaceae.